# 路進
路進（？—？），字修期，南直隶常州府宜興縣人。明末政治人物。

## 生平
为人孝友和易，天啓四年（1624年）甲子科应天乡试举人，崇祯元年（1628年）戊辰科進士，父子两榜同登，历任金华府知府，性明敏，疾恶甚严，凡鞫盗贼情状显著者，立毙之，羣奸敛息。迁漕运道，浙江按察司副使、分巡浙西，湖州饥荒多盗，进至太湖，责成罟船，一时巨盗咸就缚。累官至山东左布政使。

## 著作
著有《守湖辑要》、《治苕八法》。

## 墓葬
墓在下山。

## 家族
祖路雲龍，万历五年进士，官江西参政。父路文範，与路进同榜登天啓舉人、崇祯進士。弟路迈，崇祯七年甲戌进士，官吏部员外郎。
子路序，顺治十一年甲午科举人，任华亭教谕。